# Lokacja na surowym korzeniu
Lokacja na surowym korzeniu (łac. in cruda radice) – proces ulokowania wsi lub miasta, przeprowadzony w miejscu dotąd niezagospodarowanym i niezamieszkanym przez człowieka. 
Przykładami takiego rozwiązania są takie ośrodki miejskie jak np. Waszyngton (USA), Nowa Stolica Administracyjna (Egipt), czy Dubaj (ZEA), a w Polsce takie miasta np. jak Zamość czy Łódź (rozwój osady włókienniczej po 1823 roku).

## Charakterystyka
W przeciwieństwie do naturalnie powstających na przestrzeni lat struktur miejskich, których rozwój był naznaczony przez wiele czynników historycznych i przyrodniczych, organizacja miejscowości na niewykorzystanym dotąd terenie niesie ze sobą możliwość odgórnego i dowolnego:
- wyznaczenia planu ulicznego miasta,
- określenia miejskich stref zagospodarowania (np. dzielnic mieszkaniowych, przemysłowych czy rozrywkowych),
- miejsc użyteczności publicznej (np. skwerów, urzędów, bibliotek)
- zastosowania systemu nazewnictwa i informacji miejskiej

Ponadto twórcy nowych miast mają możliwość wykorzystania dotychczas zdobytej przez ludzkość wiedzy urbanistycznej, co nie tylko pozwala na zastosowanie udogodnień dla mieszkańców, lecz także stanowi ważny aspekt rozwoju nauki.

## Historia
W miarę możliwości historycznie starano się zakładać miasta za pomocą lokacji na surowym korzeniu. Często wiązało się to z koniecznością karczunku lasów i zagospodarowania dzikiego terenu. W związku z tym w osadach zakładanych na surowym korzeniu znacznie dłuższy niż w innych był okres wolnizny. Wynosił on nawet do 24 lat. 
W Polsce osady na surowym korzeniu lokowano powszechnie od XIII wieku w związku z ożywionym ruchem kolonizacyjnym na prawie niemieckim. Proces ten miał duże nasilenie w Małopolsce i na Rusi także w XIV wieku, zwłaszcza za panowania Kazimierza Wielkiego. Lokacje na surowym korzeniu w późniejszym okresie były rzadsze, na co wpłynął ogólny regres miast i zmiany w gospodarce rolnej. Miasta zakładano wprawdzie nadal, ale w XVI i XVII wieku były to głównie lokacje magnackie, a nie królewskie (np. Zabłudów lokowany w 1553 lub Głogów Małopolski lokowany w 1570).
Współcześnie za zakładanie miast odpowiadają władze danego regionu bądź państwa. Ma to miejsce zwykle w przypadku rozbudowy dynamicznie rozwijającego się państwa, chęci ulokowania pracowników zlokalizowanego nieopodal zakładu pracy (np. miasta zamknięte Rosji), lub zmiany stolicy na nową. Decyzje te mogą także nosić znamiona skierowanej zewnętrznie politycznej propagandy.